# Emme White
Emme White (Porto Alegre; 8 de enero de 1981), nombre artístico de Emeline Rodrigues Valejos, es una ex actriz pornográfica y modelo erótica, modelo de cámara web, actriz, presentadora y cantante brasileña.

## Biografía
Emme nació en el seno de una familia evangélica de clase media, con un padre militar y siempre asistió a una escuela católica.
Llegó a estudiar Letras y Educación Física en la Universidad Federal de Rio Grande do Sul, si bien no llegó a completar dichos estudios universitarios. También fue cantante de música popular brasileña, tocando en diversos bares de Porto Alegre.
Después de mudarse de Porto Alegre a São Paulo en 2009, y antes de ingresar a la industria pornográfica, trabajó como profesora de danza del vientre.
En 2015, a los 34 años de edad, ingresa a la industria pornográfica brasileña. Como actriz, llegó a ser uno de los rostros reconocidos del principal estudio carioca, Brasileirinhas, si bien también trabajó para otros, estadounidenses incluidos, como Sexy Hot, Grooby Productions, BM Video o Safada.
En 2017, fue la estrella de los Premios Sexy Hot, considerados los "Oscar del Porno" del país brasileño, con 4 trofeos en las categorías de Sexo Oral, Gang Bang, Mejor actriz lésbica y Mejor escena lésbica. De las nominaciones, solo perdió la de Revelación del Año.
En 2018 quedó embarazada, a los 36 años, de una niña. Ese mismo año decidió retirarse de la industria para adultos, habiendo grabado más de 70 películas como actriz.
En mayo de 2021 comenzó a presentar el podcast Prosa Guiada.

## Premios y nominaciones
| Año  | Ceremonia       | Resultado | Premio                       | Trabajo              |
| ---- | --------------- | --------- | ---------------------------- | -------------------- |
| 2017 | Prêmio Sexy Hot | Nominada  | Actriz revelación del año    | —                    |
| 2017 | Prêmio Sexy Hot | Ganadora  | Mejor actriz LGBT            | —                    |
| 2017 | Prêmio Sexy Hot | Ganadora  | Mejor escena de gangbang     | Orgasmos Múltiplos   |
| 2017 | Prêmio Sexy Hot | Ganadora  | Mejor escena de sexo lésbico | Sessões de Fetiche 3 |
| 2017 | Prêmio Sexy Hot | Ganadora  | Mejor escena de sexo oral    | Desejos Femininos    |
| 2018 | Prêmio Sexy Hot | Ganadora  | Mejor escena de sexo anal    | Bruxas               |
| 2018 | Prêmio Sexy Hot | Ganadora  | Mejor escena de sexo oral    | Bruxas               |
| 2018 | Prêmio Sexy Hot | Ganadora  | Mejor escena de sexo lésbico | Serviço completo     |